# مستشفى مأرب العام
مستشفى مأرب العام هو مستشفى حكومي في مدينة مأرب، اليمن .
في عام 2014 وقعت الشركة اليمنية للغاز الطبيعي المسال اتفاقية مع محافظ مأرب لتوسيع المستشفى بمركز للقلب وبرامج تدريبية للطاقم الصحي والمعدات الطبية وسيارات الإسعاف المتنقلة. 
تعرضت لإطلاق نار من قبل قوات الحوثي في أبريل / نيسان 2016. 
يحتوي المرفق على 120 سريراً ، على الرغم من أنه في نوفمبر / تشرين الثاني 2017، احتل الجنود الجرحى العديد منهم بسبب الحرب الدائرة هناك، وقد أدى عدد إصابات الألغام الأرضية إلى استحداث ثلاث غرف لاستخدامها في ورشة الأطراف الاصطناعية. 